# حسام الرسام
حسام الرسام (29 آذار/مارس 1978 -)، مغنٍ ومطرب عراقي، واحد من أهم المطربين العراقيين والأكثر طلبًا للغناء في دول الخليج.

## حياته
ولد ونشأ في مدينة الحلة، ودرس الإبتدائية فيها، حيث تعلم أساسيات الموسيقى والمقامات العراقية، بالإضافة إلى أصول تلاوة القرآن، وهو يتمتع بصوت جميل كما اعتاد أن يقرأ القرآن كل يوم سبت في المدرسة، بدون أجهزة مكبرة للصوت، وقال أنه حصل على وسام أفضل قارئ للقرآن في مدينة بابل أكثر من مرة. اعتاد على المشاركة في العديد من الأحداث الخاصة التي نظمت في المدرسة، ثم انتقل في عام 1995 إلى العاصمة بغداد للدراسة في كلية الفنون الجميلة، حيث حقق حلمه من خلال الانضمام إلى قسم الموسيقى. وفي بغداد تعرف على معظم الفنانين العراقيين البارزين من الذين كانوا يدرسون العود. وفي وقت لاحق قال إنه اضطر لمغادرة البلاد بسبب الوضع الأمني المتدهور في العراق، وظل متنقلاً بين الأردن وسوريا والإمارات العربية المتحدة. وتجول في هذه البلدان واعترف بهِ بسبب وجود الجالية العراقية التي تعيش هناك، وأدائه الماهر للأغاني والمواويل القديمة بالإضافة إلى تلك النبرة الحزينة التي تشير إلى المأساة العراقية. يعرف بأغانيه الموجهة بصورة عامة للشعب العراقي والمغناة باللهجة العراقية. وفي عام 2007 أصدر ألبوم «كان خادم»، ثم «ضحكوا علينا» في عام 2009، وألبوم «عفتني» في 2015 وألبوم «ضوه خدك» في 2016 وأيضاً شارك في العديد من المهرجانات.

### مشاركته كعضو لجنة تحكيم
في ديسمبر 2023 شارك كعضو لجنة تحكيم برنامج "يوز تالنت " للمواهب العراقية على قناة إم بي سي العراق  بمشاركة الممثلة هند نزار  والشاعر رائد أبو فتيان وتعرض لانتقادات بسبب ارائه بالمشتركين و نقده اللاذع 

## الأعمال الفنية
من الأعمال الفنية التي شارك بها:
- مسلسل سور الضباب.
- مسرحية يمة بغداد من إخراج محسن العلي.
- مسلسل وكر الذيب الذي عرض على قناة البغدادية.
- مسلسل حلم وخيال

## ألبوماته
أول ألبوم لحسام الرسام كان يحمل اسم (جمالك سومري) وانتج عام 2001 وضم أغاني متنوعة بين التراث والمواويل والأغاني العراقية، أول فيديوكليب قام حسام بتصويره كان (من زعلك) وتم تصويره في سوريا.
- عفتني
- كول ما أحبك
- راح أكتب أحبك جوة جفن العين
- وفي وطيب
- ضحكوا علينة
- تعالي
- كان خادم
- يومين ما شايفك
- جافكر بيك
- يا طبيب
- مادام قلبي يدك
- طير الحمام
- سومريات
- جمالك سومري[3]

## الوصلات خارجية
- الصفحة الرسمية لحسام الرسام على فيس بوك